# Brachychiton

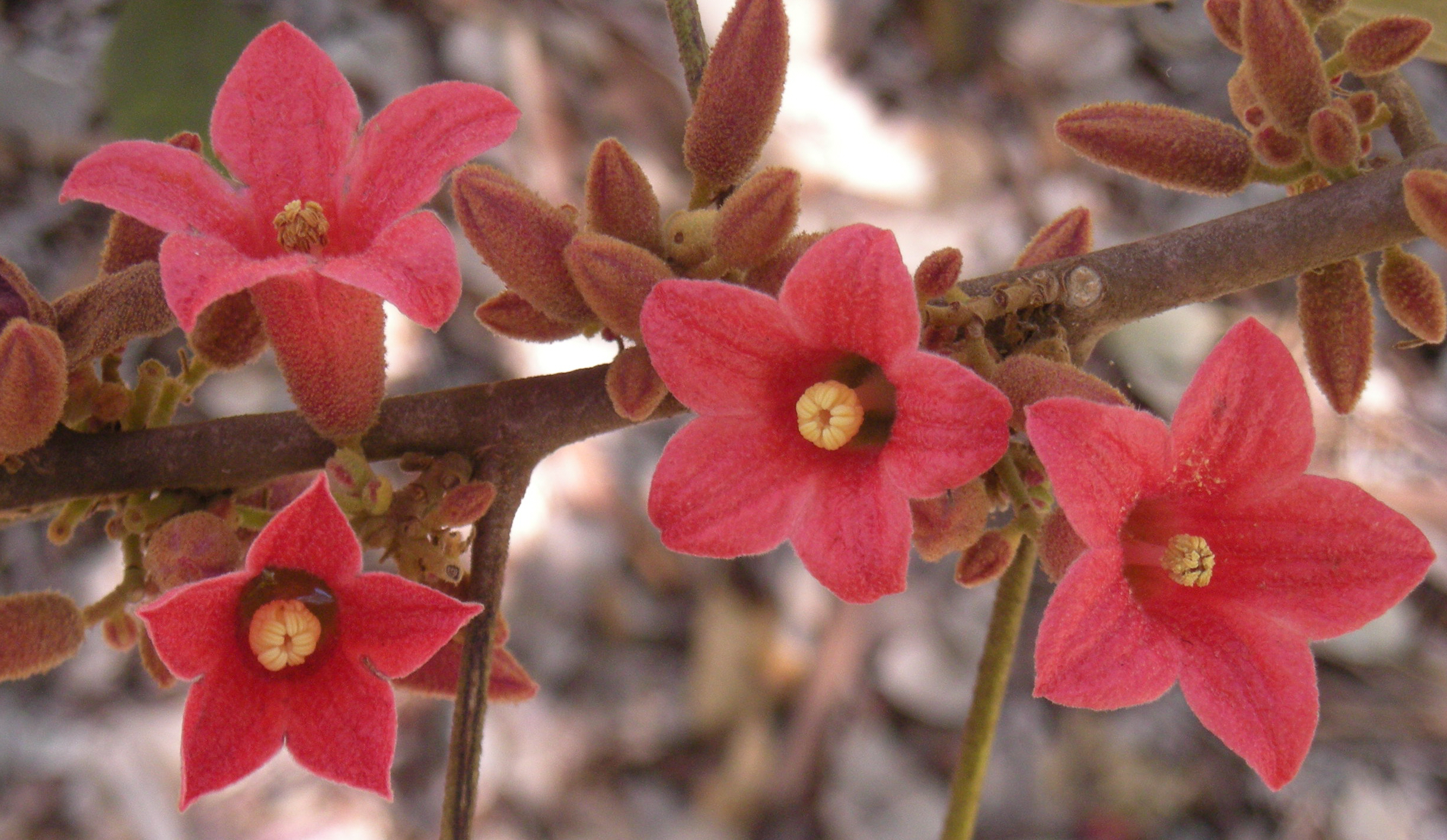
B. bidwillii (flores).

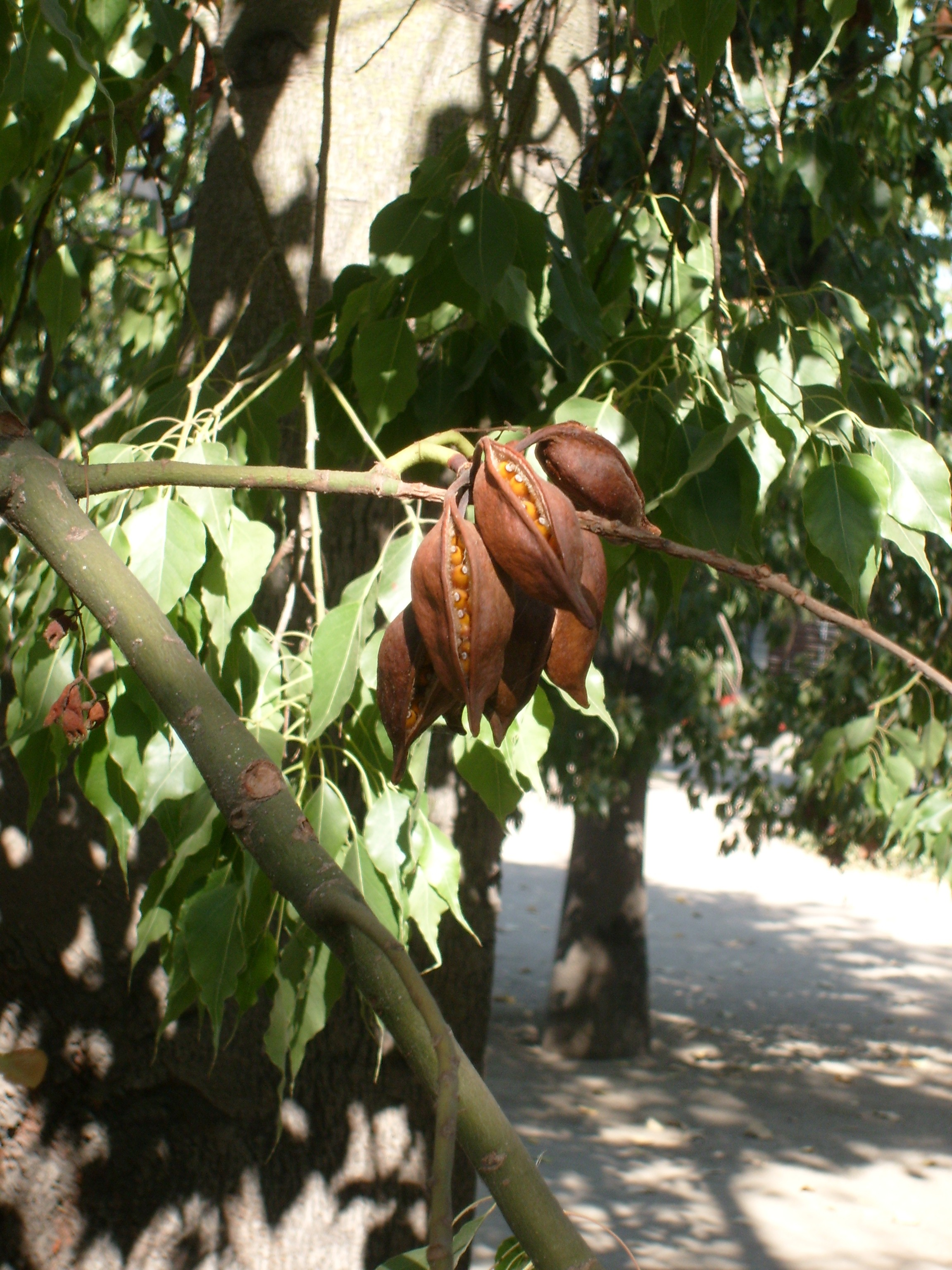
B. populneus (folhas e frutos).

Brachychiton (Schott & Endl.) é um género botânico que agrupa pequenas árvores e alguns grandes arbustos pertencentes à família das Malvaceae (anteriormente na família Sterculiaceae). O género inclui 31 espécies, incluindo algumas utilizadas como árvores ornamentais, em geral conhecidas pelos nomes comuns de kurrajong ou braquiquito. Este táxon tem distribuição natural limitada à Austrália (30 espécies) e Nova Guiné (1 espécie).

## Descrição
Com o seu centro de diversidade na Austrália, o género Brachychiton consta do registo fóssil daquela região biogeográfica desde o Paleógeno, tendo sido encontrados fósseis em New South Wales e na Nova Zelândia em formações datadas de há 50 milhões de anos antes do presente.
As espécies que integram o género são pequenas árvores ou grandes arbustos, com 4 a 30 m de altura, geralmente com troncos espessos e curtos. Algumas espécies (mas não todas) apresentam marcada paquicaulia, com paquicaules desproporcionadamente espessos face à altura do espécime, utilizados como reserva de água para a estação seca.
Como adaptação à seca, para além da pauquicaulia, algumas espécies são decíduas de estação seca, deixando cair as folhas durante a época de menor pluviosidade.
As folhas em geral apresentam marcada variação morfológica intra-específica, com espécies apresentando folhas inteiras e outras entre as formas palmatilobadas com indentações profundas a lobadas com lobos em forma de folíolo apenas aderentes na base. O tamanho das folhas varia de 4 a 20 cm de comprimento.
Todas as espécies são monóicas, com flores femininas e masculinas separadas ocorrendo na mesma planta. As flores têm um perianto em forma de sino, composto por uma única série de lóbulos fundidos, considerado como um cálice apesar de ser colorida na maior parte das espécies. As flores femininas têm cinco carpelos separados, cada um dos quais pode formar um fruto lenhoso contendo várias sementes. A cor da flor é muitas vezes variável dentro da mesma espécie.
As espécies florestais oriundas do leste da Autrália deixam cair a folhagem antes da floração, mas as oriundas das regiões mais secas produzem as flores enquanto recobertas pela folhagem.
O nome genérico Brachychiton é derivado do grego brachys ("curto") e chiton ("túnica"), uma referência aos frutos que quando abertos aparentam curtas coberturas soltas sobre as sementes. O nome genérico é muitas vezes mal interpretado como sendo de género neutro, levando a que os epítetos específicos sejam construídos de forma incorreta, razão pela qual os binomes B. rupestre e B. populneum são frequentemente utilizados em livros e revistas de horticultura e jardinagem.
A designação «kurrajong», hoje comum na maioria das línguas europeias, vem da palavra «garrajuŋ», um vocábulo da língua dharuk que significa «linha de pesca», um uso que devido à utilização de tiras do ritidoma de algumas espécies na manufactura de linhas de pesca artesanais.
Algumas espécies de kurrajong são árvores de jardim muito populares e foram introduzidas em regiões quentes e secos de todo o mundo, incluindo a região do Mediterrâneo, a África do Sul e o oeste dos Estados Unidos. Algumas espécies também são hibridizadas para fins ornamentais, sendo Brachychiton × populneo-acerifolius F.v.M. um dos casos mais conhecidos. Apesar do seu uso frequente e popularidade, os kurrajongs são contudo considerados como de florescimento irregular.

## Espécies
O género Brachychiton inclui as seguintes espécies:
| - Brachychiton acerifolius - Brachychiton acuminatus - Brachychiton albidus - Brachychiton australis - Brachychiton bidwillii - Brachychiton carruthersii - Brachychiton chillagoensis - Brachychiton collinus - Brachychiton compactus - Brachychiton discolor - Brachychiton diversifolius - Brachychiton fitzgeraldianus - Brachychiton garrawayae - Brachychiton grandiflorus - Brachychiton gregorii - Brachychiton incanus - Brachychiton megaphyllus - Brachychiton muellerianus - Brachychiton multicaulis - Brachychiton obtusilobus - Brachychiton paradoxus - Brachychiton populneus - Brachychiton rupestris - Brachychiton spectabilis - Brachychiton tridentatus - Brachychiton tuberculatus - Brachychiton velutinosus - Brachychiton viscidulus - Brachychiton vitifolius - Brachychiton xanthophyllus |